# أبو السرور الصديقي
أبو السُّرور محمد بن محمد بن محمد البكري الصديقي (1536 - 17 نوفمبر 1597) (943 - 8 ربيع الثاني 1006) عالم مسلم وفقيه شافعي ومتصوف مصري من أهل القرن عاشر الهجري/السادس عشر الميلادي. ولد في القاهرة ونشأ بها على والده وأخذ عنه وعمن عاصره من العلماء  منهم شمس الدين الرملي وابن قاسم العبادي، وعبد القادر النطروني حتى برز في علوم الدينية والفقه الشافعي. ثم مال إلى التصوف وكان يلقي دروس في الجامع الأزهر، وكان ملازمًا بالتدريس العلوم الشرعية. ابنه يعرف بابن أبي السرور وجده أبو الحسن البكري. له مؤلفات كثيرة ما بقي منها تفسير سورة الأنعام وفضل ليلة النصف من شهر شعبان من كتاب النبذة لجده أبي الحسن وشرحه سماه فيض المنان بشرح مختصر نبذة ليلة‌ النصف من شعبان. توفي في القاهرة ودفن بجنب الشافعي.

## نسبه
هو محمد أبو السرور بن محمد بن محمد بن أبي الحسن محمد بن محمد بن عبد الرحمن بن أحمد بن محمد بن أحمد بن محمد بن عوض بن عبد الخالق بن عبد المنعم بن يحيى بن يعقوب بن نجم الدين بن عيسى بن داود بن نوح بن طلحة بن عبد الله بن عبد الرحمن بن أبي بكر، سبط آل الحسن.

## سيرته
ولد في مصر حوالي سنة 943 هـ/1536 م ونشأ بها في حجر والده وأخذ عنه وعمن عاصره من العلماء، منهم شمس الدين الرملي وابن قاسم العبادي، وعبد القادر النطروني حتى برز في علوم الدينية. ثم مال إلى التصوف ومعارف الصوفية وكان يلقي دروس في الجامع الأزهر، وكان متقيدًا بالعلوم النقلية والعقلية وملازمًا بالتدريس العلوم الشرعية. ودرس بالخشابية بعد شيخه الشمس الرملي.

توفي بعد عصر يوم الأحد 8 ربيع الثاني سنة 1006/ 17 نوفمبر 1597 ودفن يوم الأثنين وعمره نحو ست وثلاثين سنة، ودفن عند والده بجوار الإمام الشافعي.

## مؤلفاته
له مؤلفات كثيرة، ما بقي منها:
- تفسير سورة الأنعام، في مجلد مختصر
- فضل ليلة النصف من شهر شعبان من كتاب النبذة لجده أبي الحسن وشرحه سماه فيض المنان بشرح مختصر نبذة ليلة‌ النصف من شعبان.

## وصلات خارجية
- أبو السرور الصديقي في موقع كتاب بديا